# Leela Hazzah
Leela Hazzah (* 1979 in Washington, D.C.) ist eine ägyptisch-US-amerikanische Naturschutzbiologin. Sie setzt sich insbesondere für den Schutz von Löwen in Afrika ein.

## Biographie
Leela Hazzah wuchs in Ägypten auf und war von klein auf von Löwen fasziniert; ihr Großvater erzählte ihr, dass es die Tiere früher auch in Ägypten gegeben habe, diese aber nun dort ausgestorben seien. Sie zog in die Vereinigten Staaten, wo sie 2002 an der Denison University in Granville, Ohio, ihren Bachelor in Biologie machte. Anschließend erlangte sie an der University of Wisconsin–Madison ihren Master of Science und promovierte im Bereich Naturschutz.
Im Jahr 2004 erhielt Leela Hazzah den Auftrag, im Amboseli-Nationalpark die Hintergründe für die Tötung von Löwen zu erforschen. Sie schloss sich zunächst der kenianischen Naturschutzgruppe Living with Lions an. Diese Gruppe untersuchte die Beziehung zwischen Löwen und dem Volk der Massai, in deren Kultur das Töten eines Löwen ein Initiationsritus für junge Männer ist und Löwen auch als Vergeltung für den Verlust von Vieh getötet werden. 2005 zog Hazzah in eine Massai-Gemeinschaft in der Nähe des Chyulu-Hills-Nationalparks, um das tägliche Leben der Menschen zu beobachten und daran teilzunehmen. Sie erkannte, dass die Massai mit ihrem Wissen über Löwen am besten geeignet seien, die Tiere zu schützen.
2007 war Leela Hazzah eine der Mitbegründerinnen des gemeinnützigen Projekts Lion Guardians in Kenia, als dessen Geschäftsführerin sie tätig ist (Stand 2021). Sie rekrutierte arbeitslose und ungebildete Massai-Männer, die zu „Löwenwächtern“ ausgebildet werden sowie eine schulische Ausbildung erhalten. Dazu bringen die meist jungen Männer ihr traditionelles Wissen von Wildtieren und Land ein. Gruppen von Wächtern sind für die Überwachung eines bestimmten Landstrichs verantwortlich, um die Viehhirten zu warnen, wenn Löwen in der Nähe sind. Auch sammeln die Löwenwächter Daten über die Tiere. Die Lion Guardians versuchen, die Massai davon zu überzeugen, dass der Schutz der Löwen und nicht das Töten ein Zeichen von Macht und Männlichkeit sei. Inzwischen geben die Guardians den Tieren Namen und begrüßen jeden Wurf von Jungen.
Die Arbeit des Projekts wurde inzwischen auf mehrere Länder ausgeweitet.

## Auszeichnungen
2009 wurde Leela Hazzah mit einem  Women of Discovery Award der gemeinnützigen Organisation WINGS WorldQuest ausgezeichnet.
Die Lion Guardians erhielten 2012 den renommierten St Andrews Prize for the Environment. 2014 wurde Leela Hazzah von CNN zu einer der „Top Heroes“ des Jahres gewählt.